# Grad Pula
Grad Pula är en stad i Kroatien.   Den ligger i länet Istrien, i den västra delen av landet, 200 km sydväst om huvudstaden Zagreb.
Följande samhällen finns i Grad Pula:
- Pula